# خوان فرنانديز (كاتب)
خوان فرنانديز (بالإسبانية: Juan Fernández de Heredia)‏ (و. 1310 – 1396 م) هو Knight Hospitaller ‏، وكاتب، ودبلوماسي من مملكة أرغون، ولد في مونيبريغا، ويحمل رتبة عسكرية فريق أول، وأدميرال، توفي في أفينيون، عن عمر يناهز 86 عاماً.

## مناصب
تولى منصب Grand Master of Order of Saint John of Jerusalem ‏.